# Stockwell, South Australia
Stockwell är en ort i Australien. Den ligger i kommunen Barossa och delstaten South Australia, omkring 69 kilometer nordost om delstatshuvudstaden Adelaide.
Närmaste större samhälle är Nuriootpa, nära Stockwell.
Trakten runt Stockwell består till största delen av jordbruksmark. Runt Stockwell är det mycket glesbefolkat, med 2 invånare per kvadratkilometer. Genomsnittlig årsnederbörd är 368 millimeter. Den regnigaste månaden är februari, med i genomsnitt 70 mm nederbörd, och den torraste är december, med 8 mm nederbörd.